# Harpel·lals
Els harpel·lals (Harpellales) són un ordre de fongs del fílum dels kickxel·lomicots (Kickxellomycota), classe harpel·lomicets (Harpellomycetes). S'engloba en el grup ecològic dels tricomicets, que reuneix fongs filamentosos (Harpellales i Asellariales) i protozous (Amoebidiales i Eccrinales) endosimbionts del tracte digestiu d'artròpodes. Els harpel·lals és el grup amb més espècies descrites dins dels tricomicets, i inclou espècies que viuen en simbiosi amb estadis immadurs d'insectes aquàtics.

## Característiques
Els miceli de les harpel·lals de la família Legeriomycetaceae mostra patrons de ramificació molt variats, amb un o diversos eixos principals, o sense hifes principals diferenciades. Les branques solen aparèixer a la zona apical de les habitualment llargues cèl·lules micelials, just per sota de cada septe. Moltes vegades aquestes ramificacions prenen un aspecte verticil·lat, d'altres pinnat, i sovint, surten de manera desordenada, sense seguir cap pauta aparent. Els tal·lus poden disposar-se de manera erecta damunt la cèl·lula basal o bé aparèixer prostrats, i en aquest darrer cas, acostumen a desenvolupar estructures de fixació secundàries, a més de la primària, que equivaldria a la cèl·lula basal, per tal d'assegurar una bona fixació de la zona en contacte amb la membrana interna del budell. L'element de fixació o holdfast de les harpel·lals pot ésser cel·lular (cèl·lula del holdfast) o, més habitualment, una secreció acel·lular (Lichtwardt, 1986). Una combinació de les dues coses és possible i, en qualsevol cas, trobem una gran diversitat morfològica. En determinades espècies, la secreció acel·lular és una substància cimentant amorfa d'aspecte mucilaginós. És més habitual, però, que es tracti d'un element definit i cohesionat (pròpiament, holdfast).
Les tricòspores, pròpies de les harpel·lals, són esporangis monoespòrics, exògens i caducs (Moss & Lichtwardt, 1976), formats asexualment a partir de les cèl·lules generatives. Intervenen en la dispersió i infecció de nous hostes i, més rarament, en la proliferació de nous micelis dins d'un mateix budell. Són allargades, el·líptiques o ovoides, d'eix longitudinal recte o, més rarament, corbat (e.g., en els gèneres Orphella, Harpella, Allantomyces, etc.)
Les zigòspores, només conegudes en l'ordre harpel·lals, són estructures lligades a processos de sexualitat i, a diferència de les zigòspores típicament esfèriques dels zigomicets, les dels tricomicets són bicòniques o còniques (en Carouxella, Lancisporomyces, Plecopteromyces i Zygopolaris), ideals per a ésser ingerides i circular per l'interior de l'intestí fins al punt on han de germinar (Lichtwardt et al., 2001a).